# أمامية (عباس الشرقي)
أمامیة (بالفارسية: امامیه) هي منطقة سكنية تقع في إيران في قسم عباس الشرقي الريفي.